# هانس بلامنفيلد
هانس بلامنفيلد هو مهندس معماري كندي، ولد في 18 أكتوبر 1892 في أوسنابروك في ألمانيا، وتوفي في 30 يناير 1988 في تورونتو في كندا.